# Рейд на Кабанатуан
Рейд на Кабанатуан — операция по спасению военнопленных из лагеря близ города Кабанатуана (Филиппины) во время Второй мировой войны. 30 января 1945 года Рейнджеры Армии США, разведчики Аламо и филиппинские партизаны освободили более 500 человек из японского лагеря для военнопленных.
После завершении битвы за Батаан и капитуляции десятков тысяч американских солдат многие из пленных были отправлены маршем смерти в лагерь военнопленных близ Кабанатуана. Впоследствии большинство пленных было распределено японцами по другим районам, в Кабанатуане оставили только 500 американцев и представителей других держав-союзников.
Пленные пребывали в тяжёлых условиях, страдали от болезней, издевательств охраны, недоедания. Они опасались, что их всех казнят, поскольку американские войска под командой генерала Макартура вернулись на остров Лусон. В конце января 1945 года командование 6-й армии и командиры филиппинских партизан разработали план, для реализации которого на выручку пленных был отправлен отряд из более чем сотни рейнджеров и разведчиков и нескольких сотен партизан. Отряд прошёл 48 км за линией фронта и достиг лагеря. Воспользовавшись ночной темнотой и полётом самолёта P-61, который отвлёк внимание охраны, рейнджеры застали врасплох японцев, находившихся внутри лагеря и за его пределами. В ходе получасового скоординированного боя погибли сотни японцев, в то время как потери американцев были минимальными.
Рейнджеры, разведчики и партизаны сопроводили пленных к американским позициям. Спасённые пленные рассказали о жестоком обращении со стороны японцев во время марша смерти и в лагере военнопленных, что вызвало новый подъём патриотического духа в войне с Японией. Спасатели удостоились объявления благодарности в приказе Макартура и одобрения со стороны президента США Франклина Рузвельта. На месте бывшего лагеря установлен мемориал, событиям рейда посвящены несколько фильмов.

## Предыстория

Маршрут марша смерти

7 декабря 1941 года американские силы были атакованы в Пёрл-Харборе. США вступили в войну на стороне антигитлеровской коалиции против сил держав Оси. Спустя считанные часы после бомбардировки Перл-Харбора также были атакованы американские войска под командованием генерала Дугласа Макартура, размещённые на Филиппинах для защиты от вторжения японцев. 12 марта 1942 года по личному приказу президента США Ф. Рузвельта генерал Макартур с небольшой группой офицеров покинул Филиппины, пообещав вернуться с подкреплениями. 72 тысячи американских и филиппинских солдат из группировки армии США на Дальнем Востоке, сражавшиеся устаревшим оружием, оставшись без снабжения и страдая от болезней и голода, в конце концов сдались японцам 9 апреля 1942 года.
Японцы первоначально рассчитывали взять в плен 10—25 тысяч американских и филиппинских военных. Они подготовили два госпиталя, достаточное количество пищи и охрану для рассчитанного ими числа военнопленных. В реальности число пленных оказалось намного выше (более 72 тысяч), и японские тыловые службы оказались перегружены. К концу 97-километрового Батаанского марша смерти только 52 тысячи пленных (приблизительно 9,2 тысячи американцев и 42,8 тысячи филиппинцев) достигли лагеря О’Доннелла, около 20 тысяч погибли от болезней, голода и жестокого обращения или были убиты. В дальнейшем, после закрытия лагеря О’Доннелла, большинство заключённых было направлено оттуда в лагерь военнопленных Кабанатуан, где они присоединились к своим товарищам, попавшим в плен в битве за Коррехидор.
В 1944 году после высадки американцев на Филиппинах, японское верховное командование отдало приказ убить военнопленных, чтобы избежать их освобождения. Один из методов состоял в том, что японцы сгоняли заключённых в одно место, обливали их бензином и сжигали заживо. Прослушав доклады переживших массовое убийство в лагере Пуэрто-Принсеса в провинции Палаван и опасаясь за участь остальных пленных, союзное командование решило предпринять ряд спасательных операций для спасения пленных, содержавшихся на Филиппинских островах.

## Лагерь военнопленных

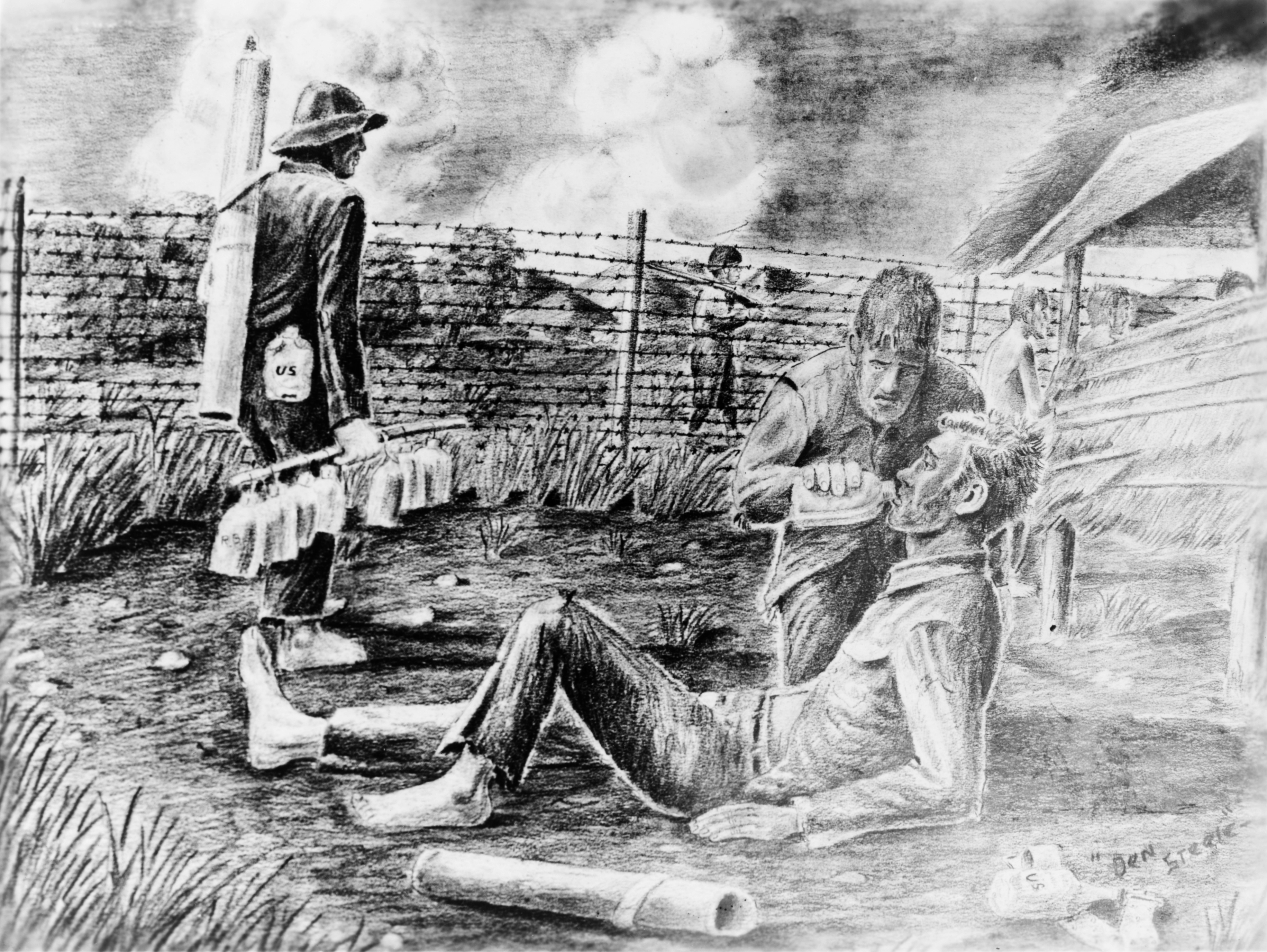
Карандашный рисунок бывшего военнопленного, на котором изображён один пленный, дающий пить другому

Название лагеря военнопленных Кабанатуан было выбрано по наименованию близлежащего города, в котором проживало 50 тыс. человек. Среди местных жителей также ходило называние «лагерь Пангатиан», по названию расположенной рядом небольшой деревни. Первоначально здесь была станция американского министерства сельского хозяйства, а затем тренировочный лагерь филиппинской армии. Японцы, вторгнувшиеся на Филиппины, превратили базу в лагерь для размещения американских военнопленных. В районе Кабанатуана было три лагеря, в лагере Кабанатуан содержались заболевшие пленные. Лагерь занимал площадь в 25 акров, был прямоугольной формы (730 м в длину и 550 м в ширину), через его центр проходила дорога, разделявшая лагерь на две части. Одну часть лагеря занимали японцы, на другой части были размещены бамбуковые бараки для пленных и медицинский сектор, который называли «Zero Ward»: там размещались самые тяжёлые больные, ожидающие смерти от таких болезней, как дизентерия и малярия. Лагерь окружали забор из колючей проволоки высотой в 2,4 метра, многочисленные огневые укрепления и четырёхэтажные сторожевые башни.
На пике заполненности в лагере содержались 8 тысяч американских солдат (также было небольшое число пленных других национальностей, в том числе британцы, норвежцы и датчане). Это был самый большой лагерь для военнопленных на Филиппинах. Число заключённых значительно сократилось после того, как трудоспособные пленные были отправлены на кораблях в другие районы Филиппин, Японию, Формозу и Маньчжурию, в рабочие лагеря. Таким образом, японской стороной были нарушены условия Женевской конвенции, поскольку пленных принудили к работе на японских оружейных заводах, разгрузке кораблей и обслуживанию аэродромов (впрочем, Япония к тому времени не подписала Женевских конвенций и не была связана их условиями).
Пленных кормили два раза в день рисом, к рису иногда давали фрукты, суп или мясо. Заключённые разнообразили свою диету, тайно пронося продукты под одеждой во время разрешённых японцами визитов в Кабанатуан. Чтобы японцы не конфисковали пищу, ювелирные украшения, записные книжки и другие ценности, пленные прятали их в одежде или в отхожих местах и закапывали ценности перед запланированными проверками. Пленные добывали пищу различными методами: прибегали к кражам, подкупали охранников, разводили сады, ловили животных, попадавших в лагерь (мышей, змей, уток и бродячих собак). Филиппинское подполье собрало и тайно передало в лагерь тысячи таблеток хинина, что спасло жизни сотен заболевших малярией. Американские техники при починке радиоприёмников японцев воровали детали и собрали из них несколько радиоприёмников, чтобы слушать новости о ходе военных действий. Каждый солдат одной из групп, попавших в плен при Коррехидоре, перед тем как оказаться в лагере, спрятал в одежде радиодетали, из которых впоследствии было собрано рабочее устройство. Радиоприёмники пленных могли ловить радиопередачи из Сан-Франциско, благодаря чему они знали о ходе войны. В лагерь, также тайком, была пронесена камера, при помощи которой пленные документировали условия своей жизни. Пленные изготовляли оружие и тайно проносили в лагерь боеприпасы.

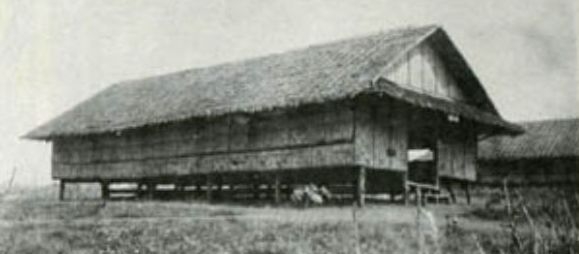
Один из бараков, в которых размещались военнопленные в лагере

Пленные предпринимали многочисленные попытки побегов, но в основном эти попытки заканчивались неудачей. В ходе одного из побегов четверо солдат были схвачены японцами. Охрана заставила всех заключённых смотреть за тем, как четверых несчастных избили, заставили выкопать самим себе могилы и казнили. Вскоре после этого охранники объявили, что в случае любой попытки побега за каждого беглеца казнят десять заключённых из числа оставшихся. Пленники жили по десять человек в помещениях. Эта казнь вынудила их наблюдать друг за другом, чтобы предотвратить какую бы то ни было попытку побега. Неделю спустя после побега и последующей поимки двух американцев охранники выбрали 18 других заключённых и построили их напротив забора вместе с пойманными беглецами. Эти 20 человек были казнены на глазах остальных заключённых.
Японцы разрешили пленным строить санитарные системы и ирригационные канавы на территории зоны лагеря, отведённой для заключённых. Работал магазин, где продавались бананы, яйца, кофе, тетради и сигареты. Пленным разрешалось играть в баскетбол, состязаться в бросании подков и устраивать матчи в пинг-понг. Действовала библиотека, состоящая из 3 тысяч томов (большинство книг предоставил Красный Крест), время от времени показывались фильмы. Пленные содержали бульдога, который был талисманом лагеря. Каждый год в Рождество японские охранники разрешали Красному Кресту подарить каждому пленному небольшую коробочку, в которой были солонина, растворимый кофе и табак. Пленным разрешалось посылать почтовые открытки родственникам, хотя их предварительно просматривали охранники.
С продвижением американских войск к Лусону Императорское японское верховное командование отдало приказ о транспортировке всех трудоспособных пленных в Японию. В октябре 1944 года из Кабанатуана вывели более 1600 пленных американских солдат, в лагере осталось свыше 500 больных, ослабевших и искалеченных пленных. 6 января 1945 года все охранники покинули лагерь, оставив пленных в одиночестве. Перед уходом охранники сообщили лидерам заключённых, что пленным под страхом смерти не следует совершать никаких побегов. Когда охранники отбыли, пленные не покинули лагерь, опасаясь, что японцы находятся недалеко и всех казнят, используя как повод побег пленных. Вместо побега пленные зашли в японскую часть лагеря и обыскали все постройки в поисках пищи и других ценностей Несколько недель пленные пребывали в одиночестве, хотя в лагере периодически останавливались отступавшие японские войска. Солдаты в основном не общались с военнопленными, за исключением попыток получить от них продукты. Пленные, хотя и следовали своему решению не покидать лагерь, всё же выслали наружу небольшую группу, чтобы привести и забить двух водяных буйволов. Мясо животных вместе с пищей, найденной в японской части лагеря, позволило многим пленным набрать вес и восстановить силы. В середине января в лагерь вошёл крупный отряд японцев и вернул пленных в отведённый для них сектор. Среди пленных ходили слухи, что вскоре все они будут казнены японцами.

## Планирование и подготовка рейда
Подполковник Бернард Андерсон — командир партизан, действующих в районе лагеря, — ранее предлагал план, согласно которому партизаны должны были освободить пленных и помочь тем пройти 80 км до залива Дебют, где их должны были ожидать 30 подводных лодок. Генерал Макартур не одобрил этот план из-за опасений, что японцы поймают и перебьют всех беглецов. Кроме того, флот не располагал таким количеством свободных подлодок, особенно в связи с предстоящим вторжением войск Макартура на Лусон.
Майор Боб Лэпхам, старший командир партизанских сил американских войск на Дальнем Востоке, и другой партизанский лидер, Хуан Пахота, также рассматривали возможность освобождения пленных из лагеря, но не смогли решить вопросы, как спрятать и перевезти пленных.
20 октября 1944 года американские войска под командованием Макартура высадились на острове Лейте, приступив к освобождению Филиппин. 14 декабря, в то время, как американцы стягивали силы для массированного вторжения на Лусон, японские тюремщики казнили около 150 американцев в лагере военнопленных Пуэрто-Принсеса на острове Палаван. Японцы загнали толпу пленных в бомбоубежища, закрыли их там, залили бензином и сожгли заживо. Один из выживших беглецов, рядовой первого класса Джин Нильсен, 7 января 1945 года поведал свою историю представителям разведки армии США. Через два дня после допроса Нильсена войска под командованием Макартура высадились на острове Лусон и предприняли быстрое наступление на столицу Филиппин Манилу.
26 января 1945 года майор Лэпхам покинул свой пост близ лагеря военнопленных и отправился в штаб 6-й армии, находившийся в 48 км от лагеря. Лэпхам заявил командиру разведки полковнику Хортону Уайту, подчинённому генерала-лейтенанта Уолтера Крюгера, что необходимо провести операцию по спасению около 500 военнопленных из лагеря Кабанатуан, пока их всех не перебили японцы. Лэпхам оценил силы японцев как 100—300 солдат в лагере, 1000 за рекой Кабу (к северо-востоку от лагеря) и около 5 тысяч в районе города Кабанатуан. На основе данных наблюдения за лагерем были созданы несколько планов и рисунков лагеря, самый поздний был сделан 19 января. Полковник Уайт полагал, что 1-й корпус ВС США не сумеет достичь Кабанатуана ранее 31 января или 1 февраля, но спасательную операцию следует провести 29 января. Уайт доложил о деталях Крюгеру, и тот отдал приказ провести операцию.
Уайт собрал подполковника Генри Муцци, командира 6-го батальона рейнджеров Армии США, и трёх лейтенантов из отряда разведчиков Аламо (специальный разведывательный отряд в составе 6-й армии) для обсуждения деталей рейда на Кабанатуан и спасения пленных. Четырнадцать разведчиков, разделённых на две команды, должны были выйти на сутки раньше основной группы, чтобы установить наблюдение за лагерем. Основная часть отряда должна была состоять из 90 рейнджеров роты С и тридцати рейнджеров роты F. Им предстояло преодолеть 30 миль по вражеской территории за линией фронта, окружить лагерь, уничтожить охрану, спасти и сопроводить пленных к американской линии фронта. К американцам должны были присоединиться 80 филиппинских партизан, исполняющих роль проводников и сил поддержки в спасательной операции. Атака лагеря должна была начаться 29 января в 17:30.
Вечером 27 января рейнджеры изучали фото, сделанные авиаразведкой, и слушали доклады представителей партизанской разведки о лагере. Две команды по пять человек из подразделения разведчиков Аламо, возглавляемые старшими лейтенантами Уильямом Неллистом и Томасом Рунсавиллом, в 19:00 покинули Гуимбу и просочились через вражескую линию фронта, чтобы проделать длинный путь до лагеря военнопленных и провести разведку. Каждый разведчик был вооружён карабином М1 или винтовкой, пистолетом 45-го калибра, тремя ручными гранатами, ножом и нёс дополнительное снаряжение. На следующее утро разведчики установили связь с несколькими отрядами филиппинских партизан у деревни Платеро в 3,2 км к северу от лагеря.
Рейнджеры основной группы несли смешанное вооружение: автоматы Томпсона, пулемёты Браунинга, винтовки М1 Гаранд, пистолеты, ножи и несколько базук, а также дополнительный боезапас. Четыре военных фотографа из службы связи 832-го батальона откликнулись на предложение Муцци задокументировать события рейда и присоединились к разведчикам и рейнджерам, чтобы сделать записи операции. Каждый фотограф был вооружён пистолетом. Несмотря на то, что Женевская конвенция запрещает медицинскому персоналу вооружаться, хирург капитан Джимми Фишер и его подручные-медики несли по карабину и пистолету каждый. За пределами Гуимбы был организован радиопост для обеспечения связи между группой рейнджеров и армейским командованием. В отряде было два радиопередатчика, но их решили использовать только для связи с воздушной поддержкой в случае, если отряд наткнётся на большие силы японцев или если в последнюю минуту будет решено изменить план рейда. Также было приказано использовать радио, чтобы не попасть под огонь своих самолётов.

## За линией фронта
28 января после 5:00 Муцци и усиленная рота из 121 рейнджера под командой капитана Роберта Принса вышла из Гуимбы. Только после 14:00 отряду удалось проскользнуть через неприятельские порядки. Ведомые филиппинскими партизанами рейнджеры шли через травяные поля, избегая вражеских патрулей. В деревнях вдоль маршрута рейнджеров другие партизаны надевали намордники на собак и закрывали кур в клетки, чтобы японцы не услышали продвигающуюся группу. Один раз рейнджерам едва удалось скрыться от японского танка на национальном шоссе, пройдя по оврагу, идущему вдоль дороги.
На следующее утро группа достигла Балинкарина, района в 8 км к северу от лагеря. Муцци связался с командирами разведчиков Неллистом и Рунсавиллом, которые предыдущей ночью провели разведку лагеря. Они доложили, что местность вокруг лагеря открытая и любое движение рейнджеров будет замечено. Муцци также встретился с партизанским командиром капитаном Хуаном Пахотой и двумя сотнями его людей, которые были хорошо осведомлены о перемещениях вражеских сил, знали местных жителей и окружающую местность. Узнав о намерении Муцци атаковать этим же вечером, Пахота стал возражать, заявив, что это будет самоубийством. Он сказал, что партизаны заметили тысячу японцев, разбивших лагерь на другом берегу реки Кабу, всего лишь в нескольких сотнях метрах от лагеря. Пахота также получал доклады, что свыше 7 тысяч вражеских солдат развёрнуты вокруг города Кабанатуан в нескольких милях от лагеря. Кроме того, по дороге, проходящей близ лагеря, отступала на север японская дивизия. Пахота посоветовал выждать, пока дивизия не пройдёт, чтобы по возможности встретить минимальное сопротивление. Муцци также получил информацию от разведчиков Аламо об усилении вражеской активности в районе лагеря и согласился отложить налёт на 24 часа. Он предупредил об этом по радио штаб 6-й армии. Муцци приказал разведчикам вернуться к лагерю и провести дополнительную разведку, обратив особое внимание на состав охраны и точное местоположение пленников. Рейнджеры отошли к району Платеро, в 4 км южнее Балинкарина.

## Перед боем
Мы не могли отработать операцию. Если намечается нечто подобное, вы обычно стараетесь неделями репетировать всё снова и снова. Собрать больше информации, построить модели и обговорить все случайности. Проработать все детали. На всё это у нас не было времени. Надо было осуществить операцию сейчас или никогда.
Оригинальный текст (англ.)«We couldn't rehearse this. Anything of this nature, you'd ordinarily want to practice it over and over for weeks in advance. Get more information, build models, and discuss all of the contingencies. Work out all of the kinks. We didn't have time for any of that. It was now, or not.»

— Размышления капитана Принса о временных ограничениях рейда
30 января в 11:30 разведчики лейтенант Неллист и рядовой первого класса Руфо Вакилар, одетые как местные жители, проникли в покинутую хижину в 270 м от лагеря. Избежав обнаружения охраной лагеря, они наблюдали за лагерем и составили о нём детальный доклад, включая описание главных ворот, численность японских войск, расположение телефонных проводов и наиболее благоприятные направления для атаки. Вскоре к ним присоединились ещё три разведчика, Неллист приказал им передать доклад Муцци. Неллист и Вакилар оставались в хижине до начала атаки.
Муцци уже получил от Неллиста доклад, который тот составил во второй половине дня 29 января, и отправил полученную информацию капитану Принсу. Муцци поручил Принсу определить, насколько быстро рейнджеры смогут войти в лагерь и выйти оттуда вместе со всеми больными заключёнными при минимально возможных потерях. Принс разработал план, в который позже были внесены поправки благодаря материалам нового доклада, полученного в 14:30 от разведчиков, находящихся в заброшенной хижине. Принс предложил, чтобы рейнджеры разбились на две группы: 90 рейнджеров из роты С, возглавляемых самим Принсом, должны были атаковать основной лагерь и вывести оттуда пленных, в то время как 30 рейнджеров взвода роты F под командой лейтенанта Джона Мёрфи должны были подать сигнал к началу атаки, начав в 19:30 обстреливать с тыла японские позиции. Принс прогнозировал, что налёт продлится 30 минут или меньше. Убедившись в том, что все пленные благополучно покинули лагерь, он должен был выпустить красную сигнальную ракету, тем самым дав всем силам сигнал отступить к месту сбора у реки Пампанга в 2,4 км к северу от лагеря. Там их должны были ожидать 150 партизан с буйволиными повозками для транспортировки раненых. Группа должна была помочь погрузить пленных и сопровождать их на обратном пути к линии фронта.

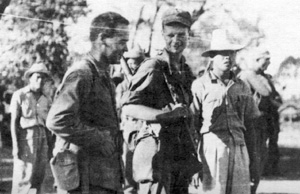
Капитаны Джимми Фишер и Роберт Принс за несколько часов до начала рейда

Одной из главных проблем, стоявших перед Прайсом, была открытая местность. Японцы уничтожали растительность вокруг лагеря, чтобы получить хороший обзор и заметить приближение партизан или пленных, пустившихся в побег. Принс понимал, что рейнджерам предстоит преодолеть ползком обширное открытое поле прямо на глазах у японцев. Это можно было проделать только в тёмное время суток, после захода солнца, пока не поднялась луна. Также нельзя было позволить японцам заметить приближающихся рейнджеров. Задачу осложняло ожидающееся полнолуние. Если бы японцы обнаружили рейнджеров, те должны были одновременно стремительно атаковать лагерь, это был единственный запланированный вариант. Рейнджеры не знали, есть ли у японцев прожектора, которыми те могут осветить периметр лагеря. Пахота предложил чтобы над лагерем пролетел самолёт ВВС США — это отвлекло бы внимание японцев. Муцци одобрил идею и запросил по радио командование о пролёте самолёта в тот момент, когда его люди будут ползти через поле. Тем временем батальонный хирург капитан Джимми Фишер разбил временный госпиталь в школьном здании Платеро, готовясь оказать помощь возможным раненым в предстоящем бою с японцами.
К рассвету 30 января дорога очистилась от проходящих японских войск. Муцци составил план, как защитить освобождённых из лагеря пленных. Две группы бойцов вооружённых партизанских сил Лусона, одна под началом капитана Пахоты, другая — под командой капитана Эдуардо Хосона, должны были занять противоположные направления и удерживать главную дорогу, проходящую близ лагеря. Пахота и 200 партизан блокировали деревянный мост через реку Кабу к северо-востоку от лагеря. Это была первая линия обороны против японских сил, размещённых за рекой, японцы находились в пределах слышимости предстоящего штурма лагеря. 75 партизан под командованием Хосона совместно с ракетным расчётом рейнджеров перекрывали дорогу в 730 метрах к юго-западу от лагеря, чтобы остановить японские подкрепления, прибывающие из Кабанатуана. Оба отряда разместили перед своей позицией по 25 мин. Один партизан в каждой группе был вооружён базукой для уничтожения бронетехники. Как только все пленные и остатки сил, атакующих лагерь, достигли бы точки сбора у реки Пампанга, Принс должен был выпустить вторую ракету, чтобы оповестить отряды прикрытия, что те могут отступать к Платеросу (если они столкнулись бы с сопротивлением, то им следовало отступать постепенно).
Так как пленным не было известно о предстоящем штурме, для них эта была одна из обычных ночей. Накануне два мальчика-филиппинца забросили на сторону пленных камни с записками, где было написано: «Готовьтесь к выходу». Однако пленные решили что это баловство мальчишек, и оставили предупреждение без внимания. Пленные всё сильней опасались японских охранников, думая, что на днях те казнят их по какому-нибудь поводу. Они считали, что японцы не хотят освобождения пленных наступающими американскими силами, так как они могли восстановить свои силы и снова сражаться с японцами. Кроме того, японцы могли истребить пленных, чтобы те не рассказали про жестокий Батаанский марш смерти или про условия содержания в лагере. Поскольку численность японской охраны была ограничена, несколько пленных решили, что примерно в 20:00 они должны бежать из лагеря.

## Освобождение пленных

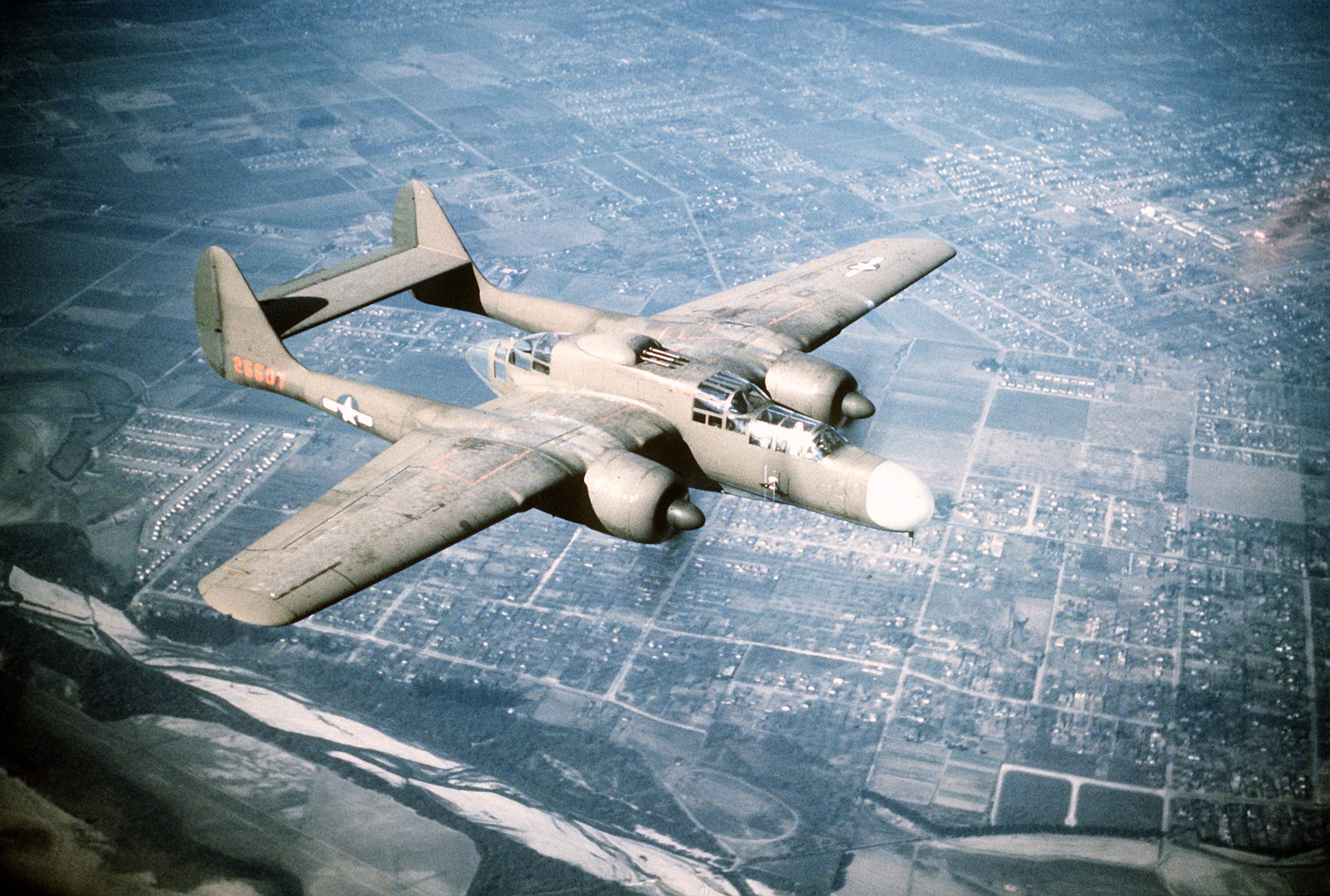
Самолёт P-61 «Чёрная вдова»

За несколько часов до налёта Муцци одобрил план Принса. В 17:00 рейнджеры вышли из Платеро. Они повязали белые повязки на левую руку, чтобы избежать огня со стороны своих. Бойцы перешли реку Пампанга. В 17:45 отряды капитана Принса и лейтенанта Мерфи разделились и начали окружать лагерь. Капитаны Пахота и Хосон повели своих партизан к месту засад. Рейнджеры Принса направились к главным воротам и остановились в 640 метрах от лагеря. Они ожидали наступления ночи и появления самолёта, который должен был отвлечь японцев.
Самолёт P-61 «Чёрная вдова» из 547-й эскадрильи «Ночных бойцов» вылетел в 18:00. Его пилотировали капитан Кеннет Шрейбер и 1-й лейтенант Бонни Ракс. За 45 минут до назначенного для атаки времени Шрейбер, ведя самолёт на высоте 460 метров над лагерем, отключил левый двигатель и вновь запустил его, создав заметный хвост огня. Ещё дважды он повторял эту процедуру, снизившись до высоты в 61 метр. Рискуя разбить самолёт, Шрейбер полетел к невысоким холмам и прошёл над ними на высоте 9,1 м. Японским наблюдателям показалось, что самолёт разбился, и они продолжали смотреть, ожидая мощного взрыва. Шрейбер повторил этот фокус несколько раз и вдобавок совершал различные акробатические манёвры в воздухе. «Авиашоу» продолжалось 20 минут, японцы отвлеклись, а рейнджеры тем временем ползли к лагерю. Позднее Принс прокомментировал действия пилота:

Затея с самолетом была несколько необычной и, откровенно говоря, я ни на минуту не верил, что она сработает. Но пилот настолько искусно и замысловато маневрировал и так здорово запутал [противника], что операция по отвлечению полностью удалось. Я не знаю, что бы мы делали без этого.
Оригинальный текст (англ.)«The idea of an aerial decoy was a little unusual and honestly, I didn't think it would work, not in a million years. But the pilot's maneuvers were so skillful and deceptive that the diversion was complete. I don't know where we would have been without it.»

Пока самолёт барражировал над лагерем, лейтенант Карлос Томбо и его партизаны вместе с несколькими рейнджерами перерезали телефонные линии, идущие из лагеря, чтобы не дать охране связаться с большим отрядом, размещённым в Кабанатуане.

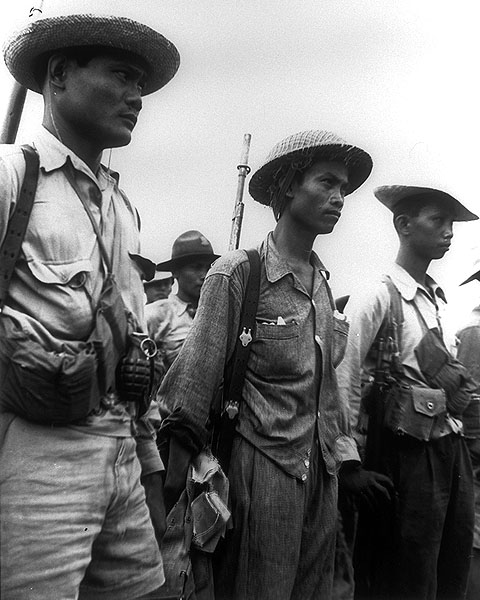
Партизаны капитана Хуана Пахоты под Кабанатуаном

В 19:40 люди Мерфи открыли огонь по охранникам на башнях и у казарм, весь лагерь оказался под обстрелом. В первые же пятнадцать секунд боя были уничтожены все охранники, находившиеся в башнях и в огневых точках. Сержант Тед Ричардсон бросился к воротам лагеря и сбил замок выстрелом из пистолета. Рейнджеры у главных ворот перестроились так, чтобы перенести огонь на казармы охраны и жилища офицеров, в то время как их товарищи с тыла лагеря истребляли охранников у бараков пленных и затем приступили к эвакуации. Ракетный расчёт роты F навёл базуку на сарай у главной дороги, где по донесениям разведчиков, доставленным подполковнику Муцци, находился танк. Японцы попытались скрыться на двух грузовиках, но ракетчикам удалось сначала уничтожить машины, а затем и сарай.
После начала стрельбы многие заключённые подумали, что японцы начали убивать военнопленных. Один из пленных вспоминал, что звуки атаки слышались как «свистящие удары, взрывы римских свечей и пылающие метеоры, проносящиеся у нас над головами». Пленные немедленно попрятались по своим хижинам, отхожим местам и ирригационным канавам. Когда рейнджеры подняли крик, чтобы пленные выходили наружу к своему спасению, многие пленные подумали, что это хитрость японцев, чтобы выманить и перебить их. Многие пленные оказали сопротивление, так как оружие и униформа рейнджеров были непохожи на форму, которую носили американские солдаты несколько лет назад. Например, солдаты раньше носили каски M1917, а рейнджеры были в кепи, похожих на те, что носили японские солдаты. Пленные спрашивали рейнджеров, кто они и откуда. Многим рейнджерам пришлось силой выталкивать пленных или даже выгонять их пинками наружу. Некоторые заключённые до того отощали из-за болезней и недоедания, что отдельные рейнджеры выносили за один раз по двое пленных. Вне бараков рейнджеры направляли пленных к главным (передним) воротам. Однако из-за того, что при этом рейнджеры, говоря «главные ворота», имели в виду вход с американской стороны лагеря, пленные оказались дезориентированы. Они в замешательстве налетали друг на друга, пока в конечном итоге рейнджеры не вывели их из лагеря.
Один из японских солдат завладел миномётом и выпустил три заряда по главным воротам. Хотя солдаты роты F быстро засекли и уничтожили японца, несколько рейнджеров, разведчиков и пленных получили ранения. Батальонный хирург капитан Джеймс Фишер получил смертельное ранение в живот и был перенесён в Балинкари (ближайшую деревню). Разведчик Альфред Альфонсо был ранен шрапнелью в живот. Разведчики лейтенант Том Рунсвил и рейнджер рядовой 1-го класса Джек Питерс также получили ранения от заградительного огня.

План лагеря и положение атакующей стороны

Люди Пахоты услышали первый выстрел солдат Мёрфи и через несколько секунд после этого открыли огонь по поднявшимся по тревоге японцам за рекой Кабу. Перед боем Пахота послал подрывника, чтобы тот заминировал оставленный без охраны мост. Таймер бомбы был установлен на 19:45, и в назначенное время последовал взрыв, который, хотя не разрушил мост, но образовал в нём большой пролом, так что по нему не могли проехать ни танки, ни другие транспортные средства. Японцы волнами накатывались на мост, но партизаны заняли господствующую V-образную позицию и отразили все атаки. Один из партизан, всего несколько часов назад обученный рейнджерами пользоваться базукой, уничтожил или подбил четыре танка, спрятанных за группой деревьев. Отряд японских солдат попытался обойти позицию партизан с фланга, перейдя реку вброд, но этот манёвр был замечен и японцев уничтожили.
К 20:15 территория лагеря была очищена от японцев, и капитан Принс выпустил ракету, сигнализируя о конце штурма. В последующие 15 минут никто не стрелял. Однако, когда рейнджеры двинулись к месту встречи, капрал Рой Свизи был задет «дружественным огнём» (получил две пули в спину) и позднее скончался. Рейнджеры и усталые, хилые, измученные болезнями пленные дошли до назначенного места встречи у реки Пампанга, где их ждал собранный Пахотой караван из 26 буйволиных повозок, ведомых местными жителями. Караван должен был отвезти пленных в Платерос. В 20:40, когда Принс убедился в том, что все перешли реку Пампанга, он выпустил вторую ракету, давая бойцам Пахоты и Хосона сигнал к отходу. Разведчики остались за точкой сбора, чтобы наблюдать за ответными передвижениями японцев. Тем временем люди Пахоты продолжали отбивать атаки врага, и только в 22:00 этот отряд наконец смог отступить, поскольку японцы прекратили атаковать мост. Люди капитана Хосона не встретили сопротивления и вернулись, чтобы помогать сопровождать пленных.
Хотя военные фотографы и могли делать снимки на пути к лагерю и из него, во время штурма они не смогли воспользоваться своими камерами, поскольку налёт проходил ночью и вспышки фотоаппаратов выдали бы их местоположение японцам. Один из корреспондентов так вспоминал об этой неудаче, вызванной действиями в ночное время: «Мы чувствовали себя как солдаты, которые проделали долгий путь, неся свои винтовки, чтобы принять участие в одной из решающих битв, но так и не сделали ни одного выстрела». Вместо этого фотографы помогали выводить пленных из лагеря.

## Путь к американской линии фронта
Я прошёл маршем смерти из Батаана, так что этот путь точно преодолею!— заявление одного из пленных во время обратного пути
В 22:00 рейнджеры и пленные прибыли в Платерос, где они сделали получасовую остановку. Было послано радиосообщение, принятое в 23:00 6-й армией, что спасательная миссия увенчалась успехом и рейнджеры возвращаются вместе со спасёнными пленными к линии фронта. После пересчёта выяснилось, что пропал глухой пленный британский солдат Эдвин Роуз. Муцци заявил, что у него нет лишних рейнджеров для поисков Роуза, и утром отправил нескольких партизан на его поиски. Позднее выяснилось, что Роуз перед атакой пошёл к отхожему месту и заснул там. Проснувшись там ранним утром, Роуз понял, что все пленные покинули лагерь, а он остался. Тем не менее он нашёл время, чтобы побриться и надеть свою лучшую одежду, которую он приберёг ко дню предполагаемого освобождения. Он вышел из лагеря, думая, что вскоре он будет найден и освобождён. Вскоре его действительно обнаружили проходившие партизаны. Партизаны договорились с отрядом истребителей танков, чтобы те перевезли Роуза в госпиталь.
Разведчик Альфонсо и рейнджер Фишер были прооперированы незамедлительно в импровизированном госпитале в Платеросе. Из брюшной полости Альфонсо извлекли шрапнель, был сделан благоприятный прогноз при условии, что его доставят к американской линии фронта. Из тела Фишера также извлекли шрапнель, но ввиду нехватки материалов и обширных повреждений желудка и кишечника было решено провести более обширное хирургическое вмешательство в условиях американского госпиталя. Муцци приказал проложить взлётно-посадочную полосу на поле близ Платероса, чтобы раненого мог забрать самолёт. Несколько разведчиков и освобождённых пленных остались прокладывать полосу.
В 22:30 группа оставила Платерос и двинулась по направлению к американской линии фронта. Пахота и его партизаны продолжали обращаться к местным деревенским жителям с просьбами предоставить им дополнительные повозки для перевозки ослабевших пленных. У большинства освобождённых почти или совсем не было одежды и обуви, идти дальше им становилось всё труднее. К моменту, когда группа достигла Балинкарина, пленные занимали около 50 повозок. Хотя перевозить пленных в повозках было удобно, буйволы двигались со скоростью в 3,2 км/ч, что очень снижало скорость движения отряда. Когда группа достигла американской линии фронта, было занято уже 106 повозок.
От усталости страдали не только пленные — большинство рейнджеров за последние три дня спало только 5—6 часов. У солдат то и дело начинались галлюцинации, они падали и засыпали прямо на марше. Медики раздавали бензедрин, чтобы поддерживать рейнджеров бодрствующими в ходе долгого марша. Один из рейнджеров прокомментировал эффект воздействия наркотика: «Мы чувствовали, будто наши глаза вылезают из орбит, мы не могли закрыть их даже при желании. Я взял всего лишь одну пилюлю — этого оказалось более чем достаточно».
Самолёты P-61 снова помогли отряду, патрулируя путь возвращения группы к линии фронта. В 21:00 один из самолётов уничтожил 5 японских грузовиков и танк, расположенные на дороге в 23 км от Платероса, там, где позднее прошёл путь группы. Близ линии фронта группу прикрывали барражирующие самолёты P-51 «Мустанг». Пленный Джордж Штейнер заявил: «Мы ликовали при появлении наших самолётов, звук их моторов был музыкой для наших ушей».

Для просачивания и выхода союзных сил были избраны различные пути.

По дороге отряд был остановлен филиппинскими партизанами-коммунистами из крыла Хукбалахап, которые одинаково ненавидели и японцев, и американцев. Они также были противниками партизан Пахоты. Один из лейтенантов Пахоты переговорил с коммунистами и, вернувшись, сообщил Муцци, что им не разрешается пройти через деревню. Рассерженный такой вестью Муцци послал лейтенанта обратно и приказал ему настаивать на том, что приближаются преследующие их отряд японцы. Лейтенант вернулся и сообщил, что разрешается пройти только американцам, а люди Пахоты должны остаться. Возмущённый Муцци передал через лейтенанта, что он вызовет огонь американской артиллерии с фронта и сравняет всю деревню с землёй (в это время рация Муцци вообще не работала). В итоге коммунисты разрешили рейнджерам и партизанам пройти через деревню.
В 8:00 31 января радист Муцци установил связь со штабом 6-й армии. Муцци получил приказ идти к городу Талавере (захваченному силами 6-й армии) в 18 км от своей текущей позиции. В Талавере освобождённые военнопленные и гражданские погрузились в грузовики и санитарные машины, чтобы проделать в них последнюю часть пути. Пленных прогнали через вошебойку, они получили горячий душ и новую одежду. Один из рейнджеров встретил среди освобождённых пленных в госпитале своего отца, который считался убитым в бою три года назад Разведчики и пленные, которые остались, чтобы отправить Джеймса Фишера на самолёте, тоже столкнулись с противодействием Хукбалахап. Однако им также удалось запугать отряд коммунистов, и им дали пройти. 1 февраля они достигли Талаверы.
Через несколько дней после рейда войска 6-й армии произвели осмотр лагеря. Они собрали большое количество свидетельств о смерти, схем кладбища, дневников, стихов и альбомов для зарисовок. Американские солдаты выплатили по 5 песо каждому возчику буйволиных повозок, которые помогали эвакуировать пленных.

## Результаты и историческое значение
| Спасённые пленные        |     |
| Американские солдаты     | 464 |
| Британские солдаты       | 22  |
| Голландские солдаты      | 3   |
| Американские гражданские | 28  |
| Норвежские гражданские   | 2   |
| Британские гражданские   | 1   |
| Канадские гражданские    | 1   |
| Филиппинские гражданские | 1   |
| Всего                    | 522 |

Рейд увенчался успехом — были освобождены 489 военнопленных и 33 гражданских лица. В общий список вошли 492 американца, 23 британца (включая Эдвина Роуза, спасённого позднее), 3 датчанина, 2 норвежца, 1 канадец и 1 филиппинец. Пленные, освобождённые из лагерей Кабанатуан и О’Доннела (освобождённого в тот же день), рассказали о жестокости, проявленной японцами в Батаане и Коррехидоре, что подняло боевой дух в войне с Японией. Принс переложил большую часть заслуг по спасению на других. «Успеху мы обязаны не только нашим усилиям, но и разведчикам Аламо и Воздушным силам. Пилоты (капитан Кеннет Р. Шрейбер и лейтенант Бонни Б. Ракс), пролетевшие так низко над лагерем — невероятно храбрые люди». Несколько рейнджеров и разведчиков совершили агитационные поездки (с целью сбора на военные облигации) по Соединённым Штатам и удостоились встречи с президентом Франклином Рузвельтом. В 1948 Конгресс США принял закон о выплате 1 доллара (эквивалент 9,82 доллара по ценам 2014 года) за каждый день, проведённый пленными в лагерях, в число которых входил лагерь Кабанатуан. Через два года Конгресс снова одобрил дополнительную выплату в полтора доллара за день. Таким образом, общая сумма составила 2,5 доллара в день, или 24,51 доллара по ценам 2014 года.
По разным оценкам во время штурма было убито от 530 до тысячи японских солдат. В это число входят 73 охранника лагеря, приблизительно 150 японцев, остановившихся на ночь в лагере, и японцы, убитые людьми Пахоты при попытке пересечь реку Кабу. Несколько американцев погибли в ходе и после рейда. Один из пленных, ослабевших от болезни, скончался от сердечного приступа, когда рейнджеры переносили его от бараков к главным воротам. Один из рейнджеров позднее вспоминал: «Как я предполагаю, он испытал слишком сильное волнение. В самом деле это было очень печально. Он был всего лишь в сотне шагов от свободы, которую не видел почти три года». Другой пленный умер от болезни, как только группа прибыла в Талаверу. Хотя Муцци и приказал построить взлётно-посадочную полосу близ Платероса, чтобы мог прилететь самолёт для эвакуации в госпиталь батальонного хирурга капитана Джеймса Фишера, самолёт так не был отправлен. Фишер умер на следующий день. Его последними словами были «Удачи на обратном пути». Капрал рейнджеров Рой Свизи получил два ранения в спину от «дружественного огня». Капитан Фишер и капрал Свизи были похоронены на Американском кладбище Манилы. Двадцать партизан Пахоты, два разведчика и два рейнджера получили ранения.

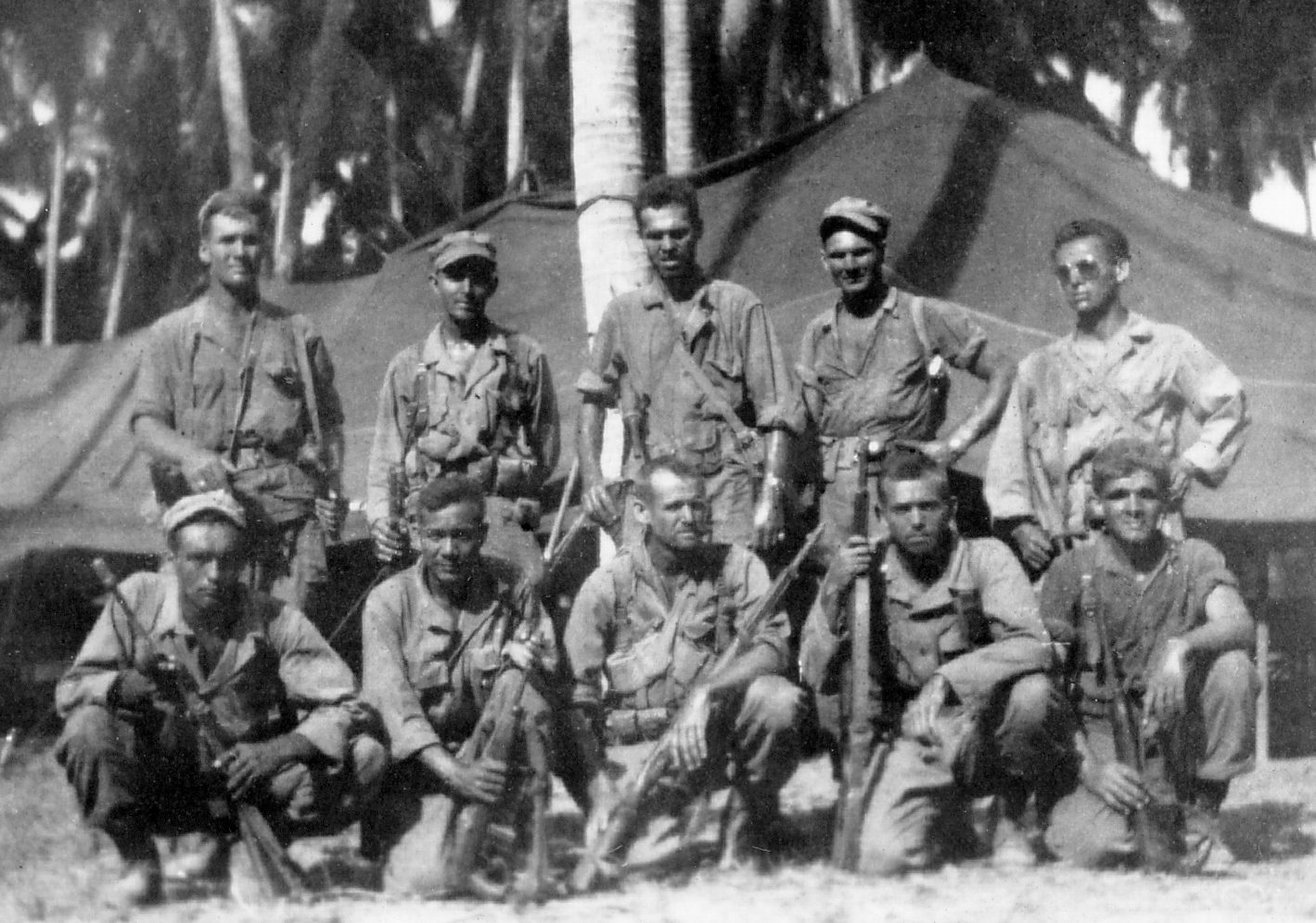
Разведчики Аламо после рейда

Американские пленные были незамедлительно отправлены в Соединённые Штаты, большинство полетели самолётом. Больные и ослабленные остались в американских госпиталях до выздоровления. 11 февраля 1945 года 280 пленных покинули Лейте на борту американского транспорта «Генерал А. Е. Андерсон» (USS General A. E. Anderson (AP-111)), который пошёл в Сан-Франциско мимо голландской Новой Гвинеи. Чтобы снизить поднявшийся боевой дух американцев, японские «токийские розы» объявили по радио, что японские подлодки, корабли и самолёты вышли на охоту за транспортом. Эти угрозы оказались блефом, и 8 марта 1945 года «Генерал Андерсон» благополучно прибыл в залив Сан-Франциско.
2 февраля новости о спасательной миссии дошли до общества. Солдаты Макартура, корреспонденты союзников и американская публика отметили этот подвиг, который затронул душевную струну американцев, переживавших о судьбе защитников Батаана и Коррехидора. Члены семей пленных получили телеграммы о спасении их близких. Новости о рейде попали во множество радиовыпусков и на первые полосы газет . Многие рейнджеры и пленные были опрошены об условиях пребывания в лагере и событиях рейда. Эту вспышку энтузиазма вскоре затмили другие события на Тихоокеанском театре военных действий, в том числе битва за Иводзиму и атомные бомбардировки Хиросимы и Нагасаки. Вскоре последовали другие успешные рейды: на лагерь Санто-Томас 3 февраля, на тюрьму Новый Билибид 4 февраля и на Лос-Баньос 23 февраля.

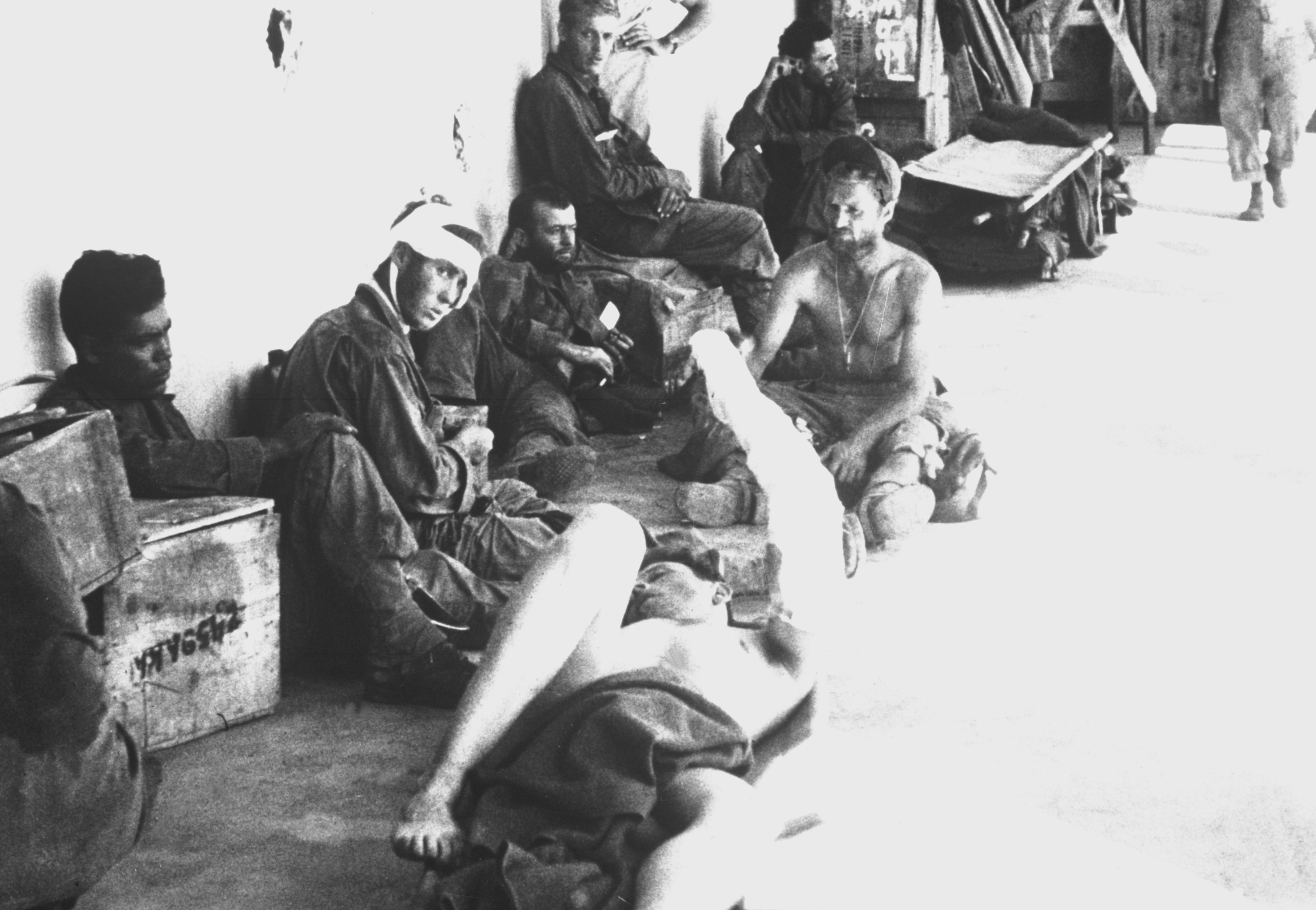
Освобождённые пленные в госпитале в Талавере

Рапорт по 6-й армии гласил, что рейд продемонстрировал, «…чего разведчики могут добиться на вражеской территории, следуя основным принципам рекогносцировки и патрулирования, скрытых продвижения и наблюдения, использования маскировки, изучения дорог на фотографиях и карт перед выполнением операции… и координации всех войск при осуществлении операции»
Генерал Дуглас МакАртур рассказал о своей реакции на рейд: «Ни одно событие кампании на Тихом океане не доставило мне такого удовлетворения, как освобождение военнопленных Кабанатуана. Это была блистательно успешная миссия». 3 марта 1945 генерал представил к награде солдат, участвовавших в рейде. Хотя подполковник Муцци был представлен к медали Почёта, они с капитаном Принсом получили кресты «За выдающиеся заслуги». Муцци был произведён в полковники и принял командование 1-м полком 6-й пехотной дивизии. Все прочие американские офицеры и часть солдат получили Серебряные звёзды. Остальные американские нижние чины и филиппинские партизаны были награждены Бронзовыми звёздами. Лейтенанты Уильям Неллист и Томас Рунсавил и остальные двенадцать разведчиков получили президентскую благодарность подразделению.
Капитан Принс вспоминал о реакции общества на рейд:

«Повсюду люди хотят поблагодарить нас. Я думаю, благодарить надо не нас. Всю оставшуюся жизнь я буду благодарен за то, что получил шанс не только разрушать в ходе этой войны. Для меня ничто и никогда не сравнится с удовлетворением, которое я получил от помощи в освобождении наших пленных=.»
Оригинальный текст (англ.)«People everywhere try to thank us. I think the thanks should go the other way. I'll be grateful for the rest of my life that I had a chance to do something in this war that was not destructive. Nothing for me can ever compare with the satisfaction I got from helping to free our prisoners»

В конце 1945 года тела американских солдат, умерших в лагере, были эксгумированы и переправлены на другие кладбища. В 1990 году правительство Филиппин отвело часть территории бывшего лагеря под мемориал. Сейчас на месте лагеря в Кабанатуане располагается парк, там находится мемориальная стена с именами 2656 американских пленных, погибших в лагере. Строительство мемориала было оплачено бывшими американскими военнопленными и ветеранами, поддержку оказала американская комиссия по военным мемориалам. 12 апреля 1982 года конгресс и президент Рональд Рейган выпустили совместную резолюцию «Американский салют пленникам Кабанатуана в памятный день войны». В честь партизанского командира Эдуардо Хосона был назван госпиталь в Кабанатуане.

## След в культуре
Событиям рейда посвящено несколько художественных фильмов, в которые включены архивные материалы о пленных. Фильм Эдварда Дмитрыка 1945 года «Возвращение на Батаан» с Джоном Уэйном в главной роли начинается с рассказа о рейде на лагерь военнопленных в Кабанатуане. В 2005 году вышел фильм Джона Даля «Великий рейд», снятый по мотивам книг «Великий рейд на Кабанатуан» и «Солдаты-призраки». Фильм посвящён событиям рейда, переплетённым с любовной историей. Принс, выступивший в роли консультанта, считал, что история рейда отображена в этой ленте верно. Продюсер фильма Марти Кац объяснял свой интерес к этой теме так: «Это была масштабная операция с очень низкими шансами на успех. Это было похоже на голливудские фильмы — такого не могло произойти, но произошло. Именно поэтому нас привлёк материал».

## Комментарии
1. ↑  Вооружённые силы США на Дальнем Востоке, из хорошо подготовленных филиппинских разведчиков армии США и недостаточно подготовленных сил филиппинской армии